# Алжирська федерація футболу
Алжирська федерація футболу (англ. Algerian football associacion,  араб. الاتحادية الجزائرية لكرة القدم, фр. Fédération Algérienne de Football) — організація, що здійснює контроль та управління футболом в Алжирі. Розташовується у столиці держави – Алжирі. АФФ заснована у 1962 році, після закінчення війни за незалежність від Франції, вступила до ФІФА та до КАФ у 1964 році. Член Союзу арабських футбольних асоціацій (УАФА). 2005 року стала членом-засновником УНАФ. Федерація організує діяльність та керує національними збірними з футболу (чоловічою, жіночою, молодіжними). Під егідою федерації проводиться чемпіонат країни та багато інших змагань.